# هیزم‌چین
هیزم‌چین (نام علمی: Anumbius annumbi) نام یک گونه از خانواده مرغان تنورساز است.